# La Raison d'État
Pour le film américain, voir Raisons d'État.
Pour plus de détails, voir Fiche technique et Distribution.
La Raison d'État (titre italien : Ragione di stato) est un film franco-italien réalisé par André Cayatte, sorti en 1978.

## Synopsis
Un biologiste, Marrot, entre en possession d'un document contenant la preuve de la responsabilité de la France, en particulier un haut fonctionnaire, Jean-Philippe Leroi, dans la mort de 140 enfants africains tués dans leur avion par des missiles français vendus illégalement. Dès son retour, le professeur est victime d'un « accident » de la circulation. Une amie et collaboratrice italienne, Angela Ravelli, se rend immédiatement à Paris pour dénoncer publiquement le scandale, mais Leroi intervient en personne pour lui faire entendre raison.
Malgré cette intervention, la jeune femme persiste dans ses accusations et est arrêtée par les services secrets pour espionnage. Prise dans une machination, elle est contrainte de partir aux États-Unis après avoir accepté de se faire passer pour un agent de la CIA aux yeux de l'opinion publique. À son arrivée, elle est assassinée. Leroi, couvert par son ministre, poursuit ses activités au grand jour.

## Fiche technique
- Titre : La Raison d'État
- Titre italien : Ragione di stato
- Assistants réalisateurs : Michel Leroy et Marc Rivière
- Musique : Vladimir Cosma
- Décorateur : Robert Clavel
- Producteur délégué : Sergio Gobbi
- Monteur : Paul Cayatte, assistantes M. Fleury et F. Mrozielski
- Directeurs de productions : Jean Kerchner et Mario Sarago
- Distributeur d'origine : Lugo Films
- Directeur de la photographie : Armando Nannuzzi
- Ingénieur du son : Guy Villette
- Costumes : Jacqueline Moreau
- Cascades : Rémy Julienne
- Sortie : 26 avril 1978[1]

## Distribution
- Jean Yanne : Jean-Philippe Leroi
- Monica Vitti : Angela Ravelli
- Michel Bouquet : Francis Jobin
- François Périer :  le professeur Marrot
- Jean-Claude Bouillon : Bernard Moulin
- Georges Chamarat : jardinier de Marrot
- Jean Rougerie : le Premier ministre
- Jess Hahn : agent de la CIA
- Hubert Gignoux : le ministre de la Guerre
- Gabriel Jabbour : Meslam
- Michèle Lituac : Françoise
- André Valardy Le gendarme
- Michel Fortin : un policier
- Jean-Pierre Delage